# Combertault
Combertault – miejscowość i gmina we Francji, w regionie Burgundia-Franche-Comté, w departamencie Côte-d’Or.
Według danych na rok 1990 gminę zamieszkiwały 223 osoby, a gęstość zaludnienia wynosiła 57 osób/km² (wśród 2044 gmin Burgundii Combertault plasuje się na 689. miejscu pod względem liczby ludności, natomiast pod względem powierzchni na miejscu 1292.).